# Magín el Mago
Magín el Mago es una historieta del autor español Francisco Ibáñez perteneciente a su serie de Mortadelo y Filemón. 

## Sinopsis
Magín el mago es un malvado mago criminal con una característica muy particular:
Magín posee la capacidad de hipnotizar a todo aquel que le mire a los ojos, haciendo que suplante la personalidad de cualquier persona, personaje, objeto o animal.
Esta cualidad la usa para cometer robos a alta escala en toda la ciudad.
El Súper manda a Mortadelo y Filemón para que detengan a este ladrón con quien las pasarán canutas.

## En otros medios
- Ha sido adaptado al completo en el episodio de la serie de televisión sobre los personajes.[2]